# Marquis de Carabas
Pour les articles homonymes, voir Carabas (homonymie).
 (avril 2021).
- Si vous ne connaissez pas le sujet, laissez ce bandeau (vous pouvez alors contacter les auteurs).
- Si vous supprimez le contenu mis en cause (vous pouvez préalablement contacter les auteurs),

argumentez précisément cette suppression dans la page de discussion
(un manque de référence n'est pas un argument ; une recherche réelle de référence doit avoir été effectuée, être formellement documentée).
Le marquis de Carabas est un personnage fictif inventé par le chat héros du conte Le Maître chat ou le Chat botté de Charles Perrault, paru pour la première fois en 1697 dans Les Contes de ma mère l'Oye.

## Description
Le marquis de Carabas est un titre de noblesse usurpé appliqué à un nom exotique, que le Chat botté invente pour son maître (dont on ignore le nom réel), troisième fils d’un meunier sans fortune qui ne lui a laissé pour tout héritage que ce chat. En faisant passer son maître pour un marquis, il justifie la fortune qu'il lui fait acquérir aux dépens d'un magicien grâce à diverses ruses sans scrupules, et lui permet d'attirer sur lui l’attention et les faveurs du roi. Ainsi, le jeune homme passe du statut de fils de meunier sans héritage à celui de riche noble et de gendre du roi, sans jamais rien faire d’autre pour cela que se laisser guider par son chat, qui lui-même recourt à la ruse et à la violence pour mieux manipuler les différents protagonistes du conte, du plus modeste paysan au roi (en cela, ce chat d'argent est représentatif des superstitions associées à l'animal).
Dans une des premières versions du conte, le pseudo marquis est également appelé « comte »  :

« La fille du Roi le trouva fort à son gré, et le Comte de Carabas ne lui eut pas jeté deux ou trois regards fort respectueux, et un peu tendres, qu’elle en devint amoureuse à la folie. »

La promotion sociale est le thème d’un autre conte de Perrault, celui du Petit Poucet, jeune garçon qui parvient, grâce à son intelligence et son courage, à se mettre au service du roi après avoir triomphé de l’Ogre en s’emparant de ses bottes de sept lieues.

## Origine du nom
Le plus souvent, les héros des Contes de ma mère l'Oye tirent leur nom d'une particularité physique (le Petit Poucet, la Barbe bleue, Riquet à la houppe, la Belle au bois dormant), d’un vêtement (Peau d'âne, Le Petit Chaperon rouge, le Chat botté) ou de leur activité (Cendrillon). Mais nombreux sont les personnages secondaires qui restent dans un certain anonymat, cantonnés à leur fonction sociale et narrative : le roi, la reine, le prince, la fée marraine, la grand-mère, l’ogre, le bûcheron, ou leur qualité animale (le loup).
Si Perrault dote certains d’un nom (comme Anne, la sœur de l’épouse de la Barbe bleue), on constate, lorsqu’on dispose de deux versions du même conte, que l’auteur vise à l’épure : le maître d’hôtel de la reine dans La Belle au bois dormant perd ainsi son prénom de Simon et se trouve ramené à sa fonction opératoire. Perrault a cependant parfois cédé à la magie sonore, comme avec le royaume de Mataquin et l'empereur Cantalabutte (La Belle au bois dormant) ou le marquis de Carabas.
Bernard Dubourg propose une explication à l'origine de ce nom : Carabas était le nom d’un fou, que les habitants d’Alexandrie traitèrent avec les égards dus à un roi pour se moquer d’Hérode Agrippa Ier, roi de Judée, de passage dans leur ville en 38 apr. J.-C.. Dubourg développe l'idée polémiste selon laquelle il faudrait voir  Jésus dans la figure du marquis de Carabas via le Barabbas des Evangiles.
Gilbert Rouger, reprenant à son compte l'explication de Dubourg, propose une seconde explication  : Carabag est un mot turc qui désigne les « montagnes […] dans lesquelles il y avait autrefois des lieux de délices où les sultans mongols et autres princes faisaient leur séjour pendant l’été », selon la définition donnée dans le Dictionnaire Oriental de Barthélemy d'Herbelot de Molainville. Perrault a pu découvrir ce terme avant la parution de ce dictionnaire. La sonorité du nom est à rapprocher de celui du « marquis Decarabia » qui apparaît dans l'ouvrage démonologique Pseudomonarchia daemonum (1577).
Une source, indique que c'est Claude Gouffier, comte ou marquis de Caravaz, seigneur établi sur le fief de l'actuel château de Garde-Épée, qui aurait inspiré à Charles Perrault son personnage du marquis de Carabas, même si d'autres précisent qu'Artus Gouffier et son fils Claude ont été comte de Caravaz mais jamais marquis. La baronnie de Boissy est bien transformée en marquisat en mai 1564 puis rattachée au duché de Roannais en 1566, mais il n'est jamais question que le comté de Caravaz ait été transformé en marquisat.
Jacques Collin de Plancy pense quant à lui qu'il s'agit de la critique d'un seigneur de la cour de Louis XIV[réf. nécessaire].

## Galerie

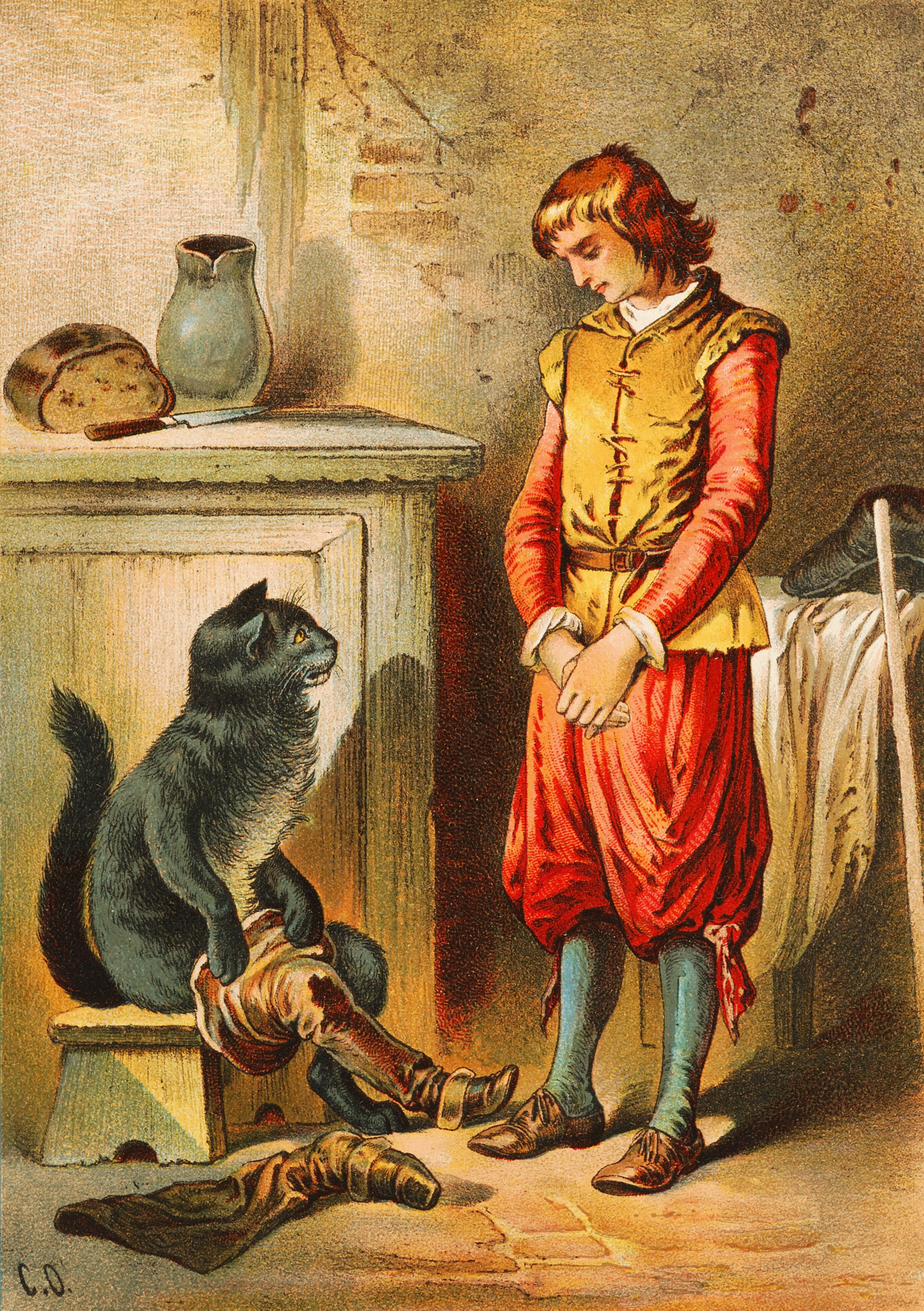
« Le fils du meunier offre une paire de bottes au chat. » Illustration de Carl Offterdinger (fin XIXe siècle).
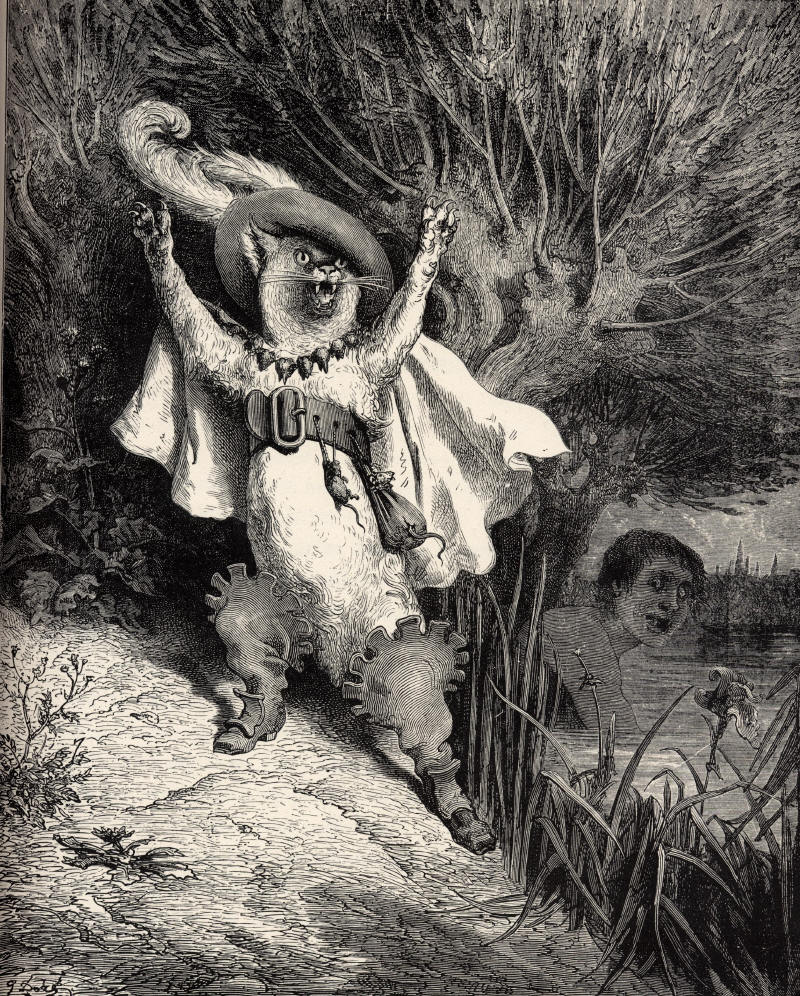
« Au secours, au secours, voilà Monsieur le marquis de Carabas qui se noie. » Illustration de Gustave Doré (1867).
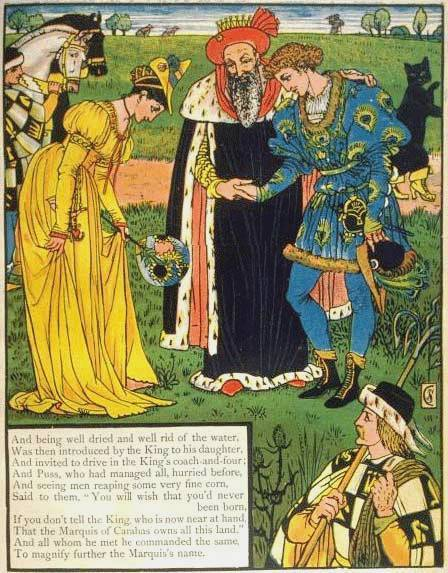
« … et comme les beaux habits qu’on venait de lui donner relevaient sa bonne mine (car il était beau et bien fait de sa personne), la fille du roi le trouva fort à son gré, et le marquis de Carabas ne lui eut pas jeté deux ou trois regards, fort respectueux et un peu tendres, qu’elle en devint amoureuse à la folie. » Illustration de Walter Crane (1873).
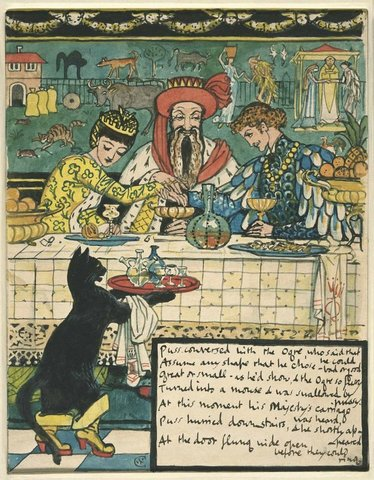
« Le marquis, faisant de grandes révérences, accepta l’honneur que lui faisait le roi, et, dès le même jour, il épousa la princesse ». Illustration de Walter Crane (1873).